# Malá vodní elektrárna Hodonín
Malá vodní elektrárna Hodonín je vodní elektrárna, jež leží v Hodoníně na hranicích, na řece Moravě. Tato elektrárna byla stavěna v letech 1933–1936. V současnosti je její instalovaný výkon 1,92 MW a patří firmě INCOS a.s.